# Jan Ernest III
Jan Ernest III (ur. 22 czerwca 1664 w Weimarze, zm. 10 czerwca 1707 tamże) – książę Saksonii w księstwie Saksonii-Weimar od 1683 (z bratem Wilhelmem Ernestem).

## Życiorys

Obszar księstwa Saksonii-Weimar na tle granic saskich księstw na terenie Turyngii w 1680

Jan Ernest był młodszym synem księcia Saksonii-Weimar Jana Ernesta II z rodu Wettinów i Chrystiany Elżbiety, córki księcia Szlezwika-Holsztynu-Sonderburg Jana Chrystiana. Studiował w Jenie, następnie udał się w podróż po Europie. Po śmierci ojca w 1683 rządy w Saksonii-Weimar objął w imieniu swoim oraz Jana Ernesta jego starszy brat Wilhelm Ernest. Bracia kilkakrotnie zawierali układy w sprawie podziału dochodów i uprawnień (krajem miał zarządzać Wilhelm Ernest, jednak Jan Ernest miał uczestniczyć w ważniejszych decyzjach). Między braćmi dochodziło jednak do konfliktów: Wilhelm Ernest chciał marginalizować rolę brata, Jan Ernest pragnął natomiast do zwiększenia swego udziału w rządach. W 1691 bracia przejęli księstwo Saksonii-Jeny. W 1694 Wilhelm Ernest zgodził się uznać jurysdykcję Jana Ernesta nad częściami księstwa, z których ten czerpał dochody (m.in. Kapellendorf, Heusdorf, Magdala). Odtąd stosunki między braćmi poprawiły się.
W 1703 przez krótki czas muzykiem dworskim Jana Ernesta był młody wówczas Jan Sebastian Bach.

## Rodzina
Jan Ernest był dwukrotnie żonaty. W 1685 poślubił Zofię Augustę (1663–1694), córkę księcia Anhalt-Zerbst Jana. Para miała pięcioro dzieci:
- Jan Wilhelm (ur. i zm. 1686),
- Ernest August I (1688–1748), następca ojca jako książę Saksonii-Weimar,
- Eleonora Chrystiana (1689–1690),
- Joanna Augusta (1690–1691),
- Joanna Szarlotta (1693–1751)[2].

Dwa miesiące po śmierci Zofii Augusty, w 1694 Jan Ernest ożenił się z Szarlottą Dorotą Zofią (1672–1738), córką landgrafa Hesji-Homburg Fryderyka II. Z tego małżeństwa pochodziło czworo dzieci: 
- Karol Fryderyk (1695–1696),
- Jan Ernest (1696–1715),
- Maria Luiza (1697–1704),
- Chrystiana Zofia (1700–1701)[2].